# Amplitudmodulering

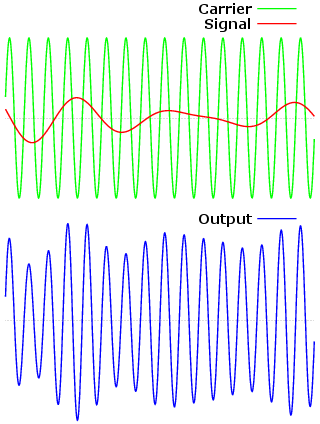
Bärvågen (Carrier) och meddelandesignalen (Signal) skapar tillsammans den amplitudmodulerade signalen (Output)

Jämförelse av amplitudmodulering och frekvensmodulering

Amplitudmodulering (AM) är en metod som används inom bland annat radiokommunikation för att överföra en lågfrekvent signal (meddelandet) med hjälp av en mer högfrekvent bärvåg. Meddelandet kan exempelvis vara en röstsignal för kommunikation över större avstånd. En modulator varierar bärvågens amplitud (dess styrka) i takt med meddelandesignalen. En mottagare kan sedan återskapa den ursprungliga signalen ur den modulerade bärvågen med en demodulator (detektor).
Kvadraturamplitudmodulering (QAM) kombinerar två amplitudmoduleringar i samma bärvåg. Andra typer av modulation är frekvensmodulering (FM) och fasmodulering (PM).

## Moduleringen
En bärvåg kan i princip skrivas som:
{\displaystyle s(t)=\cos \omega t}
där vinkelhastigheten, {\displaystyle \omega }, är ett mått på bärvågens frekvens {\displaystyle f} enligt sambandet {\displaystyle \omega =2\pi f} och variabeln {\displaystyle t} står för tiden i sekunder. Notera att bärvågens amplitud här varierar mellan -1 och 1.
Meddelandesignalen, som vi här betecknar {\displaystyle m(t)}, kan vara vilken kontinuerlig signal som helst med mycket lägre frekvens än bärvågen. I den enklaste formen av amplitudmoduleringen multiplicerar man då meddelandesignalen med bärvågen.
{\displaystyle s(t)=m(t)\cos \omega t}
Ett problem med denna ansats är att amplituden {\displaystyle m(t)} ibland blir negativ. En negativ moduleringsamplitud ger samma resultat som en positiv fast med en fasförskjutning på 180˚. Denna tvetydighet försvårar demoduleringen och går att undvika genom att addera en tillräckligt stor konstant, {\displaystyle A}, till meddeladesignalen så att moduleringsamplituden {\displaystyle A+m(t)} aldrig är negativ. 
{\displaystyle s(t)=\left[A+m(t)\right]\cos \omega t}
Exempel på moduleringar med olika storlek på konstanten {\displaystyle A} kan ses under rubriken "Modulationsgrad".
Den komponent som utför multiplikationen kallas generellt för modulator. I radiosändare kan den istället kallas blandarsteg, detta då det i praktiken är lättare att implementera modulationen som en summering av meddelandesignalen och bärvågen, följt av en kvadrering. Denna operation kan skrivas:
{\displaystyle {\begin{aligned}(\left[A+m(t)\right]+\cos \omega t)^{2}&=\left[A+m(t)\right]^{2}+2\left[A+m(t)\right]\cos \omega t+\cos ^{2}\omega t\\&=\left[A+m(t)\right]^{2}+2\left[A+m(t)\right]\cos \omega t+{\frac {1}{2}}\left(1+\cos 2\omega t\right)\end{aligned}}}
De tre resulterande termerna är separerade i frekvensdomän då {\displaystyle m(t)} normalt är en lågfrekvent signal (jämfört med bärvågen). En mottagare kan då isolera den eftersökta signalen med ett bandpassfilter, centrerat runt {\textstyle f={\frac {\omega }{2\pi }}}, varefter {\textstyle 2\left[A+m(t)\right]\cos \omega t} återstår.

## Sidbanden
Den amplitudmodulerade bärvågen kan tolkas på två likvärdiga sätt: antingen som en bärvåg på en bestämd frekvens som varierar i amplitud, eller som det spektrum av olika frekvenser som uppstår som en följd av denna variation. Det första synsättet lämpar sig till att förstå hur man implementerar modulationen, medan det andra ger information angående hur stort frekvensutrymme en modulerad bärvåg kräver, och vilka effektiviseringsmöjligheter som finns.
Antag att en meddelandesignalen är en ren cosinus-ton där {\displaystyle \omega _{m}} betecknar meddelandets vinkelfrekvens:
{\displaystyle m(t)=\cos \omega _{m}t}
Sätter man in den i modulationsformeln, får man:
{\displaystyle s(t)=\left[A+\cos \omega _{m}t\right]\cos \omega t}
Vilket, med hjälp av produktregeln för cosinus, kan skrivas om till:
{\displaystyle s(t)=A\cos \omega t+{\frac {1}{2}}\cos(\omega -\omega _{m})t+{\frac {1}{2}}\cos(\omega +\omega _{m})t}
När meddelandet utgörs av en ren ton, delas den modulerade bärvågen således upp i två frekvenser runt bärvågen: {\displaystyle \omega -\omega _{m}} och, {\displaystyle \omega +\omega _{m}}. Till exempel kommer en bärvåg på 1 MHz modulerad med en ton på 1 kHz att resultera i en modulerad bärvåg med frekvenserna 0,999 MHz, 1 MHz och 1,001 MHz.
Om meddelande-signalen istället utgörs av ett frekvensband kommer den modulerade bärvågen bestå av två frekvensband, kallade sidband, symmetriskt placerade runt bärvågens frekvens. Till exempel innehåller tal och musik ett spektrum av frekvenser i det hörbara området, 0 – 20 kHz. Var och en av de ingående frekvenserna kommer då delas upp i två runt bärvågen enligt formeln ovan. Tillsammans upptar de två sidbanden ett frekvensutrymme på 40 kHz runt bärvågen.
En AM-signal kan enkelt demoduleras. Signalen behöver bara likriktas (med exempelvis en diod) och lågpassfiltreras för att återskapa den ursprungliga meddelandesignalen.

## Undertryckt eller reducerad bärvåg
När en cosinus-ton modulerar en bärvåg, fick man enligt ovan:
{\displaystyle s(t)=A\cos(\omega t)+{\frac {1}{2}}\cos(\omega -\omega _{m})t+{\frac {1}{2}}\cos(\omega +\omega _{m})t}
Man ser att informationen om meddelandesignalen ωm bara finns i sidbanden. Termen A cos(ωt) förbrukar en stor del av sändareffekten, men är bara en konstant bärvåg. Den använder en effekt motsvarande A2 enheter medan varje sidband bara använder ¼. Bäst utbyte utan övermodulering får vi om A=1, eftersom varje sidbandsterm som värst kan anta värdet –½. Då förbrukar bärvågen ändå dubbelt så mycket sändareffekt som sidbanden tillsammans.
Man kan undertrycka bärvågen direkt efter modulatorn eller använda en modulator som enbart producerar sidband. Då kan all sändareffekt läggas på dessa. Det ger upp till tre gånger så hög verkningsgrad. Metoden kallas DSB-SC (double sideband, suppressed carrier).
Vid demodulering av DSB-SC får man betala ett pris för denna effektivisering. Eftersom bärvågen saknas, kan signalen inte längre tolkas som en bärvåg på en bestämd frekvens som varierar i amplitud. Mottagaren måste på egen hand ersätta den saknade bärvågen med en våg av samma frekvens och fas, varefter signalen kan demoduleras som en vanlig AM-signal. Om ersättningsvågen ligger 90˚ fel i fas, förloras meddelandesignalen helt.
Sändaren kan reducera bärvågen utan att undertrycka den helt. Då uppnås ändå en relativt hög verkningsgrad. Mottagaren kan förstärka bärvågen igen och behöver inte på egen hand gissa bärvågens exakta frekvens och fas. Denna metod kallas DSB-RC (double sideband, reduced carrier).

## Enkelt sidband
Övre och undre sidbandet innehåller samma information. Därför räcker det att sända ett av sidbanden. Detta halverar den nyttjade bandbredden så att dubbelt så många sändare ryms inom samma frekvensband utan att störa varandra. Metoden kallas SSB (single sideband) eller på svenska ESB (enkelt sidband).
Enkelt sidband kan sändas med full, reducerad eller helt undertryckt bärvåg. Demodulering sker på precis samma sätt som för dubbelt sidband med full, reducerad respektive helt undertryckt bärvåg.
Radioamatörer använder ofta ESB med undertryckt bärvåg för talöverföring via kortvåg. Om man försöker lyssna på en sådan överföring med en vanlig AM-mottagare låter talet förvrängt då ESB saknar bärvåg. Det går inte, utifrån signalen själv, att fastställa vilken frekvens talet är modulerat med.
Radioamatörer saknar ofta utrustning som kan återskapa den undertryckta bärvågen med exakt frekvens och fas som behövs för demodulering. I amatörutrustning används ofta osynkroniserade oscillatorer, eller beatoscillatorer, som kan skapa en ungefärlig ersättning för den saknade bärvågen. Det duger bra för demodulering av tal, men musik skulle låta falsk då tonerna demoduleras utgående från bärvågen. Om frekvensinställningen på oscillatorn ligger för lågt i förhållande till bärvågen  ligger det återskapade ljudets frekvens för högt. Likaledes, om frekvensinställningen ligger för högt ligger det återskapade ljudets frekvens för lågt.

## Användning
Amplitudmodulering användes förr för rundradiosändningar, men i dag är frekvensmodulering den vanligaste formen av rundradiosignalmodulering. AM-radiosändningar sker främst inom långvåg, mellanvåg eller kortvåg; dessa radiovågor har lång räckvidd. Amplitudmodulering i det hörbara frekvensspektrumet används också för att skapa effekter inom elektronisk musik och i synthesizers.
När man sänder telegrafi så sänds detta i form av en hackad bärvåg kallad continuous wave (CW). Då brukar man tillsätta interferensbärvågen i mottagaren.
Analoga TV-sändningar sänder bilden amplitudmodulerad med det ena sidbandet stympat. Ljudet däremot sänds som regel alltid frekvensmodulerat.
I de analoga färg-TV-systemen NTSC och PAL sänds färginformationen som en kvadraturamplitudmodulerad signal överlagrad på den svartvita (luminans) signalen.
I SECAM-systemet sänds färginformationen frekvensmodulerad. 
Radiotrafiken via kortvåg inom flyget använder också amplitudmodulering.

## Modulationsgrad
För att räkna ut modulationsgraden använder man formeln {\displaystyle {\text{Modulationsgrad}}={\frac {U_{max}-U_{min}}{U_{max}+U_{min}}}}. I figuren nedan får man då följande uträkningar:
- Graf 1: (1,5-0,5)/(1,5+0,5)=0,5= 50%
- Graf 2: (2,0-0)/(2,0+0)=1,0=100%
- Graf 3: (2,5-(-0,5))/(2,5+(-0,5)=1,5=150% (Vilket betyder att denna signal är övermodulerad.)

Modulationsgrad